# Selac
Selac (en serbe cyrillique : Селац) est un village du nord du Monténégro, dans la municipalité de Pljevlja.

## Démographie

### Évolution historique de la population
| 1948 | 1953 | 1961 | 1971 | 1981 | 1991 | 2003 |
| ---- | ---- | ---- | ---- | ---- | ---- | ---- |
| 95   | 128  | 108  | 90   | 63   | 34   | 22   |